# Gare d'Apach
La gare d'Apach est une gare ferroviaire française de la ligne de Thionville à Apach située sur le territoire de la commune d'Apach dans le département de la Moselle, en région Grand Est.
C'est une halte voyageurs de la Société nationale des chemins de fer français (SNCF) desservie par des trains TER Grand Est.

## Situation ferroviaire
Établie à 145 mètres d'altitude, la gare d'Apach est située au point kilométrique (PK) 21,015 de la ligne de Thionville à Apach, entre Sierck-les-Bains et la frontière entre l'Allemagne et la France au PK 22,168. C'est la dernière gare française de la ligne, la gare suivante, Perl, étant située en Allemagne. 
Le quai 1 de la gare mesure 310 m, et le quai 2 a une longueur de 279 m.

## Histoire

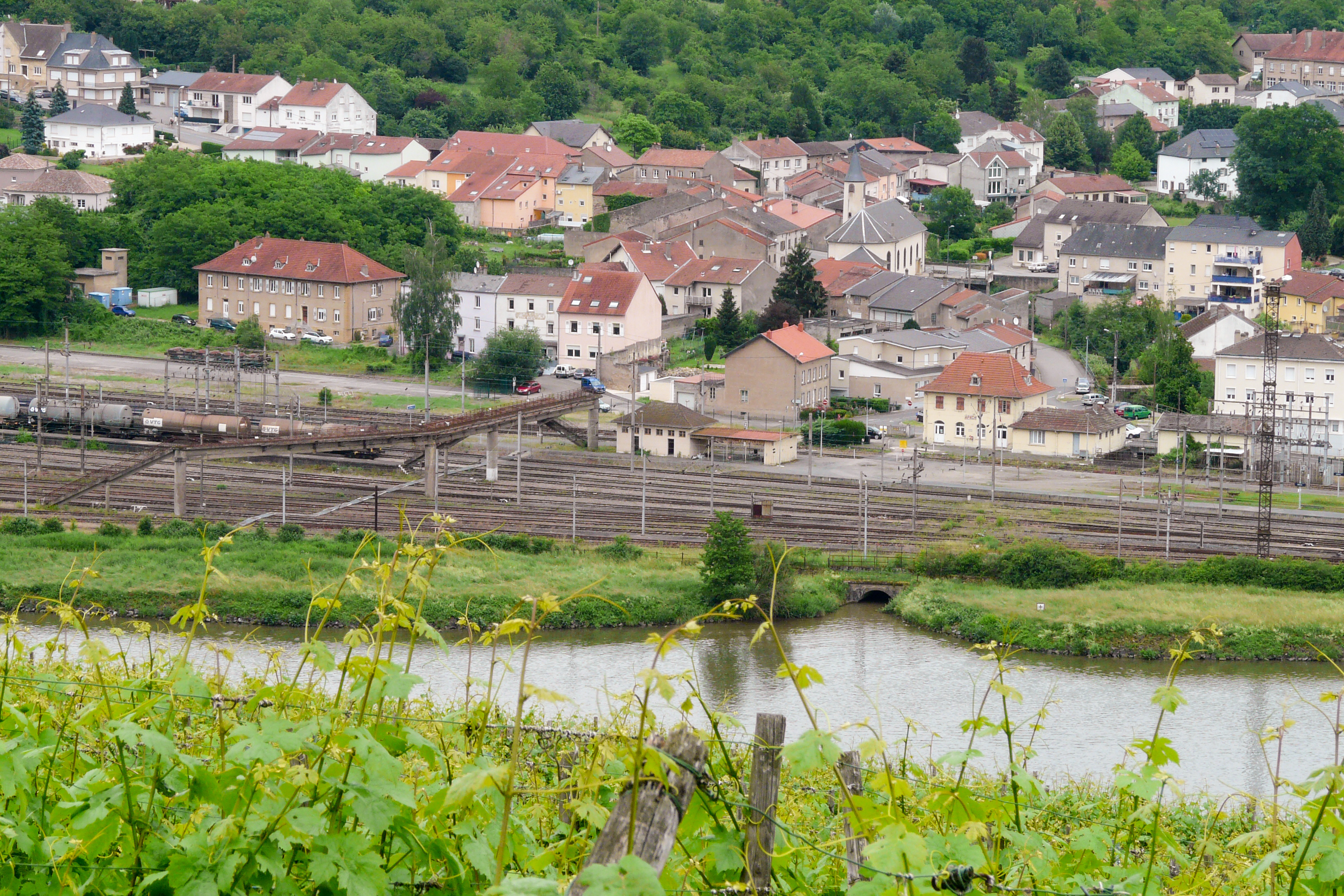
La gare vue depuis l'autre rive de la Moselle.

La gare d'Apach est inaugurée en 1878, alors que l'Alsace-Lorraine a déjà été annexée par l'Empire allemand. Elle se trouve sur la ligne de Thionville à Apach (prolongée vers Trêves), construite par la Direction générale impériale des chemins de fer d'Alsace-Lorraine en 1878.
À cette époque, seules deux arrêts de la ligne (Sierck-les-Bains et Kœnigsmacker) ont le statut de gare. Apach n'est qu'une simple station mais reçoit néanmoins un bâtiment voyageurs.
Après la Première Guerre mondiale, Apach se trouve à nouveau en territoire français et devient la dernière station avant la frontière entre l'Allemagne et la France. Initialement, les formalités de la douane, qui nécessitaient un bureau et plusieurs voies de garage, étaient réalisées dans la gare de Sierck, qui disposait déjà d'un bâtiment voyageurs et de quelques voies de garage. Toutefois, l'augmentation du trafic transfrontalier et l’impossibilité d'agrandir les installations à Sierck, qui ne disposait que d'une étroite bande de terre plate entre la Moselle et les collines avoisinantes) motivèrent la transformation de la modeste gare d'Apach en gare frontalière.
C'est en 1928 que fut inauguré un grand bâtiment administratif pour la douane de l'autre côté des deux voies utilisées par les trains de voyageurs. Le bâtiment voyageurs fut également reconstruit. Deux faisceaux de voies permettaient la visite, le triage, le déchargement et la réparation des wagons. Il y avait également une rotonde pour les locomotives.
De l'autre côté de la frontière, la gare de Perl fut également équipée d'un bureau de douane.
Durant la Seconde Guerre mondiale, le site fut bombardé à plusieurs reprises ce qui entraîna la destruction du bâtiment des douanes. Le bâtiment voyageurs situé côté ville semble avoir quant à lui survécu.
Des bâtiments provisoires furent construits pour le contrôle douanier, sachant que la douane allemande se trouvait alors une quinzaine de kilomètres en aval (entre Nenning et Wincheringen), et ce jusqu'au rattachement de la Sarre à la RFA en 1959.
C'est également en 1959 que de nouveaux bâtiments administratifs furent construits, côté ville, à côté du bâtiment voyageurs. L'année suivante, un traité franco-allemand donna à la gare d'Apach un statut de gare commune utilisée par les deux pays pour le triage des trains et le contrôle douanier par des agents français et allemands.
La ligne Thionville - Apach (ainsi que le triage d'Apach) fut électrifiée en 1960 et elle fut électrifiée en 1974 entre Apach et Trêves[réf. nécessaire].
La construction d'un triage à Woippy en 1963 mit fin à certaines opérations de triage qui dépendaient de celui d'Apach. La canalisation de la Moselle en 1964 signifia quant à elle la quasi-disparition des trains de coke qui transitaient par Apach.
Jusqu'en 2002, le stationnement des FFA (forces françaises en Allemagne) dans la région de Trêves générait à la fois un important trafic voyageurs mais aussi le déchargement occasionnel de matériels et véhicules militaires.
Avec l'ouverture des frontières, la douane, et le personnel très nombreux qui y était employé, perdirent toute utilité tandis que les installations de triage et de garage furent en partie fermées.
Depuis 2013, la SNCF a mis fin aux dessertes ferroviaires vers Apach les jours ouvrables au profit de bus de substitution. 2013 marque également la démolition du bâtiment des douanes de 1959.
De nombreux trains de marchandises continuent cependant d'arpenter la ligne Trêves - Thionville.

## Service des voyageurs

### Accueil
Halte SNCF, c'est un point d'arrêt non géré (PANG) à accès libre. 

### Desserte
Apach est desservie, uniquement les samedis, dimanches et jours fériés, par les trains TER Grand Est qui effectuent des missions entre les gares de Metz-Ville et de Trèves.

### Intermodalité
Un parking pour les véhicules y est aménagé.

## Service des marchandises
La gare d'Apach est ouverte au service du fret: la gare dispose d'une cour de marchandises.